# Raymond Mhlaba Local Municipality
Raymond Mhlaba (englisch Raymond Mhlaba Local Municipality) ist eine  Lokalgemeinde im Distrikt Amathole der südafrikanischen Provinz Ostkap. Der Verwaltungssitz der Gemeinde befindet sich in Fort Beaufort. Bürgermeister ist Bandile Ketelo.
Sie entstand ab dem 3. August 2016 aus dem Zusammenschluss der Gemeinden Nkonkobe und Nxuba.
Der Gemeindename bezieht sich auf den Anti-Apartheid-Kämpfer Raymond Mhlaba, der aus der Region stammte.

## Städte und Orte
- Adelaide
- Alice
- Balfour
- Bedford
- Fort Beaufort
- Hogsback
- Lingelethu
- Middledrift
- Seymour

## Bevölkerung
Zur Volkszählung von 2011 lebten in dem Gebiet 151.379 Einwohner auf einer Fläche von 6358 km².

## Sehenswürdigkeiten
- Amathole-Berge, Berglandschaft

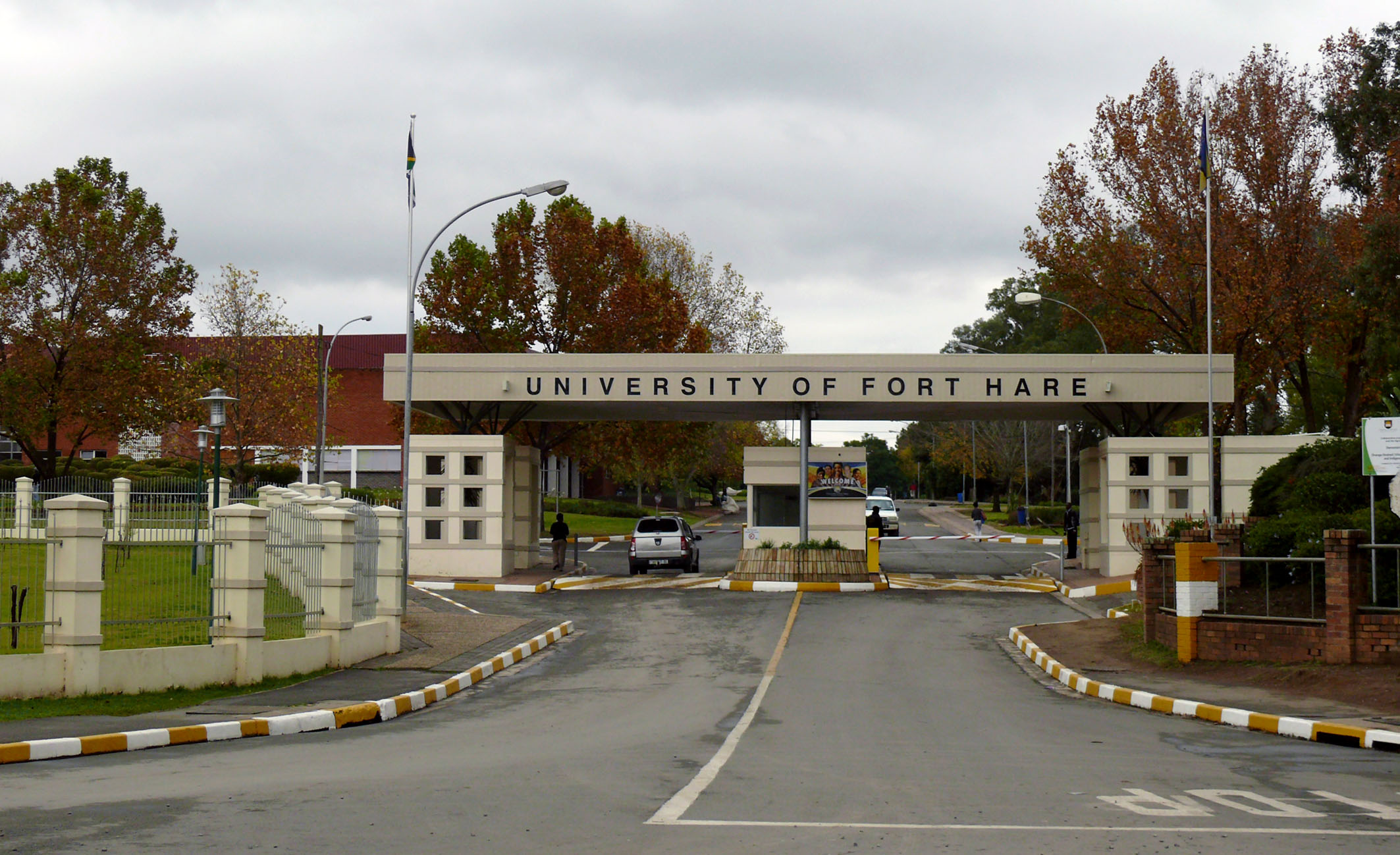
Einfahrt zur UFH

- De Beers Centenary Art Gallery auf dem Gelände der Universität von Fort Hare
- Fort Cox, Ruinen eines ehemaligen britischen Fort aus den Grenzkriegen des 19. Jahrhunderts.
- Hogsback, englische Gartenanlagen und Lodges sowie abwechslungsreiche Landschaftsareale.
- Martello Tower in Fort Beaufort
- Tyhume-Tal, eine von Bergszenerie eingerahmte Tallandschaft mit vielen Dörfern
- Universität von Fort Hare (UFH), Campusanlagen mit abwechslungsreichen Grünzonen